# Gerd Kanter
Gerd Kanter, född den 6 maj 1979 i Tallinn, Estniska SSR, Sovjetunionen, är en estnisk friidrottare (diskuskastare) som tillhört världseliten sedan 2003. Kanter är den kastare som nått tredje längst genom historien, efter Jürgen Schult och  Virgilijus Alekna. Just Alekna lyckades både vid VM i Helsingfors 2005 och EM i Göteborg 2006 besegra Kanter.
Gerd Kanter blev världsmästare i Osaka-VM 2007, då han vann diskusfinalen på resultatet 68,94 m. Året efter följde han upp segern genom att även vinna olympiskt guld vid Olympiska sommarspelen 2008 i Peking med ett kast på 68,82.
Kanter var storfavorit till guldet vid VM 2009 i Berlin, då han var den enda som kastat över 70 meter under året. Men väl i finalen slutade han först på tredje plats efter att bara ha kastat 66,88 meter.

## Personligt rekord
- Diskus – 73,38 meter